# 源義広 (毛利治部丞)
源 義広（みなもと の よしひろ、生没年未詳）は、平安時代末期から鎌倉時代初期にかけての武士である。通称は治部丞、あるいは治部少補とも称され、後世においては毛利 義広とも呼称される。河内源氏の流れを汲む源義家の六男・義隆の嫡男として生まれた。弟には高松定隆（義隆の次男）および若槻頼隆（同三男）などが知られ、義広の子には毛利義昭が確認される。

## 人物
源義広は、父・義隆より相模国愛甲郡毛利庄（現・神奈川県厚木市北部および愛川町付近）を継承し、鎌倉幕府の御家人として仕えた。義広の後裔である四代孫・広繁は美濃国へと移住し、その子・広秀は尾張国長岡庄大須郷石田村に居を構え、摂津源氏流美濃源氏の土岐氏に属したとされる。その後、広秀の子孫である広隆および広包は斎藤氏に仕えた。さらに、広盛は織田氏・豊臣氏・徳川氏へと主家を転じつつ仕え、最終的には尾張藩に仕官して定着した。以降、その末裔として広義、広賢などの人物が確認されている。

## 系譜
源姓毛利氏家系図
源義家 - 義隆 - 義広 - 義昭 - 義輝 - 輝広 - 広繁 - 広秀 - 広清 - 広明 - 広縄 - 広隆 - 広包 - 広盛 - 広義 - 広豊 - 広尚 - 頼説 - 頼容 - 広直 - 義由 - 頼忠 - 広吉 - 広居 - 広賢 - 広貫 ---

## 関連
- 毛利氏 (源氏)
- 八神城